# 阿迪·萨莫尔
阿迪·薩莫爾（希伯來語：‎，羅馬化：Adi Shamir，1952年7月6日—）是一名以色列密碼學家。他是RSA加密演算法的共同發明者（與羅納德·李維斯特和倫納德·阿德曼），費奇-菲亞特-薩莫爾標識方案（與烏列爾·費奇和阿莫斯·菲亞特）的共同發明者，與差分密碼分析的發明者之一，並在密碼學和計算機科學領域做出許多貢獻。

## 教育
薩莫爾出生於特拉維夫，1973年在特拉維夫大學獲得數學理學學士學位，並分別於1975年及1977年在魏茨曼科學研究學院獲得計算機科學的理學碩士學位和博士學位。

## 職業生涯與研究
在華威大學做了一年的博士後研究員後，薩莫爾於1977年至1980年在麻省理工學院做研究，然後回到魏茨曼科學研究學院成為數學和計算機科學系的成員，2006年起，他也是巴黎高等師範學院的特聘教授。
除了RSA，薩莫爾對密碼學的其他眾多發明與貢獻還包括薩莫爾秘密分享、對墨克-赫爾曼背包密碼系統的破解、可視密碼以及TWIRL和TWINKLE因子分解裝置。他與埃利·畢漢姆在1980年代末一起發現差分密碼分析，這是一種攻擊分組加密的通用方法。後來發現，差分密碼分析已經被IBM和美國國家安全局（NSA）所知曉並被保密。
薩莫爾還對密碼學以外的計算機科學做出貢獻，例如找到第一個2-可滿足性的線性時間算法，並展示PSPACE和IP的複雜性類別的等價性。

### 獲獎與榮譽
薩莫爾獲得許多獎項，包括：
- 2002年計算機協會圖靈獎，與李維斯特和阿德曼一起，以表彰其對密碼學的貢獻[8]
- 帕里斯·卡內拉基斯理論與實踐獎（英语：Paris Kanellakis Award）[9]
- 以色列數學協會的厄爾多斯獎（英语：Erdős Prize）
- 1986年IEEE貝克爾獎（英语：IEEE W.R.G. Baker Award）[10]
- 梵蒂岡PIUS XI金獎[11]
- 2000年IEEE小林浩二計算機與通訊獎（英语：IEEE Koji Kobayashi Computers and Communications Award）[12]
- 2008年以色列計算機科學獎[13][14]
- 滑鐵盧大學榮譽數學博士學位[15]
- 2017年日本電子、資訊與通訊領域獎，以表彰其通過開創性的密碼學研究對資訊安全的貢獻[16]
- 2018年當選為英國皇家學會外籍院士（ForMemRS），以表彰其對改善自然知識的巨大貢獻[1]

他於2019年當選為美國國家科學院外籍院士。